# Panzerbrigade 10
De Duitse Panzerbrigade 10 was een Duitse Panzerbrigade van de Wehrmacht tijdens de Tweede Wereldoorlog. De brigade kwam slechts korte tijd in actie, tijdens Operatie Citadel in juli 1943.

## Krijgsgeschiedenis

### Oprichting
Panzerbrigade 10 werd opgericht op 27 juni 1943 in Rusland uit de staf van Panzerregiment 10.

### Inzet
De brigade werd geactiveerd om de verschillende pantsereenheden te leiden in de Slag om Koersk (Operatie Citadel).
Voor deze operatie werd de brigade in tweeën gesplitst. Voor het deel dat bij het 9e Leger opereerde, werd de naam Panzerbrigade z.b.V. gebruikt. Het deel dat onder het 4e Pantserleger ging vallen, bleef onder de naam Panzerbrigade 10 opereren. Dit deel nam de leiding op zich van staf Panzerregiment 39 met de beide eerste Panther-bataljons, Panzerabteilung 51 en 52. Tijdens deze operatie werd de brigade onder bevel gesteld van de Panzergrenadierdivisie "Großdeutschland". Na afloop van Operatie Citadel werden beide delen weer samengevoegd als Panzerbrigade 10 en op 3 november 1943 omgedoopt naar Panzer-Ausbildungsstab 2 en in Frankrijk gelegerd.

### Einde
Panzerbrigade 10 werd op 3 november 1943 omgedoopt naar Panzer-Ausbildungsstab 2.

Deze trainingsstaf was verantwoordelijk voor Panther-Abteilungen. In mei 1944 lag dit onderdeel in Reims als Ausbildungsstab 2. Op 21 februari 1945 werd de staf omgedoopt tot staf van Panzerddivisie “Döberitz” 

### Slagorde
- Panzerregiment 39
  - 1 juli 1943: 2 bataljons (Pz.Abt. 51 en 52), met elk 4 compagnieën (1 staf en 3 medium)
    - in totaal 200 Panzer V

## Commandanten
| Rang | Naam | Begin        | Eind            |
| ---- | ---- | ------------ | --------------- |
|      | ??   | 27 juni 1943 | 3 november 1943 |